# Eritrea ai Giochi della XXXII Olimpiade
L'Eritrea ha partecipato ai Giochi della XXXII Olimpiade, che si sono svolti a Tokyo, Giappone, dal 23 luglio al 8 agosto 2021 (inizialmente previsti dal 24 luglio al 9 agosto 2020 ma posticipati per la pandemia di COVID-19) con 13 atleti in 3 discipline.

## Delegazione
| Sport            | Uomini | Donne | Totale |
| ---------------- | ------ | ----- | ------ |
| Atletica leggera | 5      | 4     | 9      |
| Ciclismo         | 2      | 1     | 3      |
| Nuoto            | 1      | -     | 1      |
| Totale           | 8      | 5     | 13     |

## Risultati

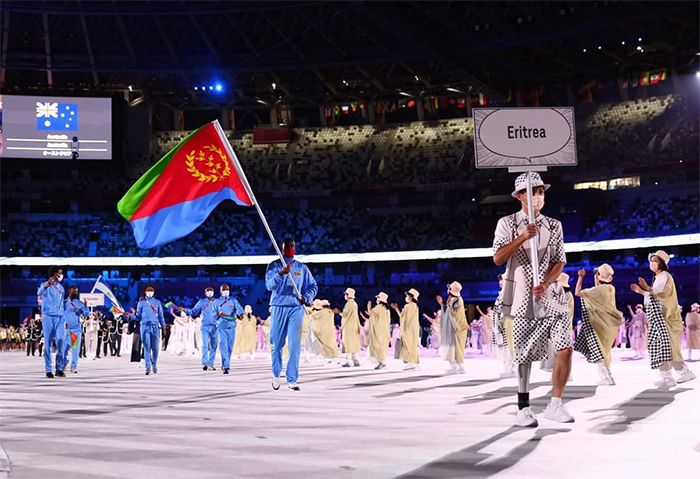
Eritrea alla Cerimonia di apertura

### Atletica leggera
Maschile
Eventi su pista e strada
| Atleta               | Evento       | Batteria  | Batteria  | Semifinale | Semifinale | Finale    | Finale    |
| Atleta               | Evento       | Risultato | Posizione | Risultato  | Posizione  | Risultato | Posizione |
| -------------------- | ------------ | --------- | --------- | ---------- | ---------- | --------- | --------- |
| Aron Kifle           | 10000 m      | N.D.      | N.D.      | N.D.       | N.D.       | 28'04"06  | 12º       |
| Yemane Haileselassie | 3000 m siepi | 8'14"63   | 5º q      | N.D.       | N.D.       | 8'15"34   | 5º        |
| Yohanes Ghebregergis | Maratona     | N.D.      | N.D.      | N.D.       | N.D.       | 2h15'34"  | 22º       |
| Goitom Kifle         | Maratona     | N.D.      | N.D.      | N.D.       | N.D.       | 2h13'22"  | 14º       |
| Oqbe Kibrom Ruesom   | Maratona     | N.D.      | N.D.      | N.D.       | N.D.       | 2h16'57"  | 35º       |

Femminile
Eventi su pista e strada
| Atleta        | Evento   | Batteria  | Batteria  | Semifinale | Semifinale | Finale          | Finale          |
| Atleta        | Evento   | Risultato | Posizione | Risultato  | Posizione  | Risultato       | Posizione       |
| ------------- | -------- | --------- | --------- | ---------- | ---------- | --------------- | --------------- |
| Rahel Daniel  | 5000 m   | 15'05"59  | 8ª        | N.D.       | N.D.       | Non qualificata | Non qualificata |
| Dolshi Tesfu  | 10000 m  | N.D.      | N.D.      | N.D.       | N.D.       | 31'37"98        | 15ª             |
| Kokob Solomon | Maratona | N.D.      | N.D.      | N.D.       | N.D.       | DNF             | DNF             |
| Nazret Weldu  | Maratona | N.D.      | N.D.      | N.D.       | N.D.       | 2h37'01"        | 43ª             |

### Ciclismo

#### Ciclismo su strada
| Atleta                 | Evento                   | Tempo      | Posizione |
| ---------------------- | ------------------------ | ---------- | --------- |
| Amanuel Gebreigzabhier | Corsa in linea maschile  | 6h15'38"   | 50º       |
| Merhawi Kudus          | Corsa in linea maschile  | 6h16'53"   | 55º       |
| Mossana Debesay        | Corsa in linea femminile | DNF        | DNF       |
| Amanuel Gebreigzabhier | Cronometro maschile      | 1h03'22"80 | 55º       |

### Nuoto
| Atleta        | Evento                     | Batterie | Batterie  | Semifinali      | Semifinali      | Finale          | Finale          |
| Atleta        | Evento                     | Tempo    | Posizione | Tempo           | Posizione       | Tempo           | Posizione       |
| ------------- | -------------------------- | -------- | --------- | --------------- | --------------- | --------------- | --------------- |
| Ghirmai Efrem | 50 m stile libero maschili | 23"94    | 46º       | Non qualificato | Non qualificato | Non qualificato | Non qualificato |